# Индийская кухня

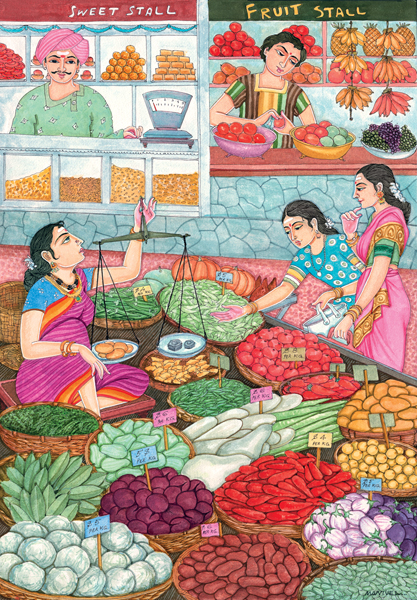
Рынок в Индии, на котором продаются типичные для индийской кухни продукты

Индийская кухня (хинди भारतीय खाना, англ. Indian cuisine) — кухня народов Индии. Включает в себя традиционные кухни множества народов, населяющих территорию Индии. Они очень разнятся в зависимости от почвы на территории, на которой живёт народ, климата и культуры. Большое влияние на традиционные кухни оказывает религия и традиции.
Кухни Среднего Востока и центральной Азии оказывали своё влияние на кухни народов северной Индии со времен эпохи правления династии Великих Моголов. На индийскую кухню также повлияли кухни других народов, с которыми взаимодействовали индийцы.
Такие исторические события как захват территории Индии другими народами, международная торговля и эпоха колонизации привносили в кухни Индии новые пищевые продукты. Например, картофель, который в XXI веке является одним из основных пищевых продуктов в части районов Индии, был завезён португальцами вместе с красным перцем и хлебом.
Индийская кухня оказала влияние и на кухни других народов, например в эпоху Великих географических открытий индийские специи попали в Европу. Специи начали покупать из Индии в страны Европы и другие азиатские страны.
Индийская кухня также оказала свое влияние и на кухни стран Среднего Востока, Северной Америки, стран Африки к югу от пустыни Сахара, стран Южной Азии, Британских островов и Карибских стран.

## История
Индийская кухня вобрала в себя 8000-летний опыт взаимодействия с разными народами и культурами, что привело в итоге к тому многообразию вкусов и блюд, которые можно найти в Индии сегодня. Позднее торговля с Великобританией и Португалией только добавила красок в уже сложившуюся яркую и разнообразную палитру индийской кухни.

### Древние века
Рацион древних индийцев включал в себя бобы, овощи, фрукты, зерно, молочные продукты и мёд. Сегодня основные продукты питания включают в себя разнообразные бобы («дал»), пшеничную муку (aṭṭa), рис и просо (хинди बाजरा, bājra), которые выращиваются на Индийском субконтиненте с 6200 года до нашей эры. В шраманский период значительная часть населения Индии стала вегетарианцами, при чём особый акцент в их диете делается на бобовые, такие как нут и маш, богатые белком. Кроме того, климат Индии позволяет выращивать фрукты, овощи и зерно в течение всего года.
Йога разделяет пищу на саатвик и раажсик или таамсик.
Бхагавад Гита тоже предписывает нормы питания (глава 17, стихи 8-10).

## Кулинария
Особый акцент в индийской кухне делается на вегетарианских блюдах сабджи из бобов и овощей, приправленных традиционными специями, среди которых одно из первых мест занимает смесь специй карри, а также различные варианты смеси масала (например, в популярном блюде Тикка масала).
В основе индийской кухни также присутствует рис, который вместе с лепёшкой и специями образует блюдо тхали, а также подаётся вместе с блюдом карри. Первые блюда представлены, в частности, супом дхал из бобовых. Ярким индийским десертом является ваттилаппам.
Употребление в пищу говядины строго запрещено, так как корова является священным животным в индуизме; говядину в Индии не едят, кроме штата Керала и северо-восточной части Индии. (см. также Пища в религии)
Начиная с правления буддийского царя Ашоки мясные блюда стали нехарактерными для индийской кухни. Однако под влиянием ислама мясная кухня, представленная цыплятами тандури, стала вновь возвращаться в рацион индусов.
Особый кулинарный регион составляет северо-запад Индии, чья кухня называется муглай и восходит к временам мусульманской Империи Великих Моголов.

## Отдельные примеры блюд
- Некоторые базовые ингредиенты: бобы мунг (маш), гхи (топлёное масло), джагери (нерафинированный сахар), карри (приправа), масала (смеси специй, в частности, гарам масала).
- Сытные блюда: бирьяни (рис), дал (суп или рагу из бобов), дхокла (блюдо из нута), карри (множество разных блюд с приправой карри), кичари (блюдо из риса и бобов мунг), курица тикка масала, цыплята тандури.
- Десерты: бурфи, гулабджамун, джалеби, ладду, рабри.
- Напитки: ласси, фалуда, чай масала.
- Соусы и смеси специй: чатни.
- Хлебобулочные изделия: наан, пури, чапати.